# Kawagishi Bunzaburo
Kawagishi Bunzaburō (川岸文三郎 (Xuyên Ngạn Văn Tam Lang) sinh ngày 1 tháng 1 năm 1882 mất ngày 16 tháng 6 năm 1957), là một trung tướng thuộc Đế quốc Nhật Bản, ông tham gia giai đoạn đầu cuộc chiến tranh Trung-Nhật.

## Tiểu sử
Ông sinh ra ở tỉnh Gunma, Kawagishi tốt nghiệp khóa 15 Trường Sĩ quan Lục quân (Đế quốc Nhật Bản) vào năm 1903. Ông phục vụ trong Trung đoàn Bộ binh 3 với cấp trung úy, trong cuộc chiến tranh Nga-Nhật 1904- 1905. Tháng 11 năm 1911, ông tốt nghiệp khóa 23 Đại học Lục quân (Đế quốc Nhật Bản).
Ông làm tham mưu cho Nhật Bản Đồn trú Trung Quốc quân, Bộ Tổng Tham mưu Lục quân Đế quốc Nhật Bản, Trung đoàn Cận vệ 2, đạo quân Quan Đông và Sư đoàn 1 (Đế quốc Nhật Bản); cho đến tháng 2 năm 1924, khi ông được bổ nhiệm làm phụ tá cho hoàng đế Nhật Bản.
Kawagishi xin nghĩ một thời gian ngắn, đến ănm 1929, ông được triệu về lại; làm chỉ huy Trung đoàn Cận vệ 1. Tháng 8 năm 1931, ông được thăng chức thiếu tướng và một lần nữa trở thành phụ tá cho hoàng đế Hirohito cho đến năm 1934.
Từ năm 1935- 1936, ông chỉ huy Lữ đoàn Hỗn hợp Độc lập 11, và cuối năm 1936, ông chỉ huy Sư đoàn 20 đóng tại Hàn Quốc.
Sau khi sự kiện Lư Câu Kiều bùng nổ, Kawagishi cùng với Sư đoàn 20 chuyển tới miền bắc Trung Quốc, tham gia cuộc hành quân đường sắt Bắc Kinh- Hán Khẩu.
Năm 1938, ông trở về Nhật Bản, được thăng chức trung tướng, giữ chức tổng tư lệnh Đông Bộ quân. Đến năm 1939, ông về hưu. Mộ ông đặt tại nghĩa trang Tama ở Fuchū, Tokyo.

### Sách
- Dorn, Frank (1974). Chiến trang Trung - Nhật, 1937-41: Từ Lư Câu Kiều đến Trân Châu Cảng. MacMillan. isbn = 0025322001. {{Chú thích sách}}: Thiếu dấu sổ thẳng trong: |id= (trợ giúp)